# Claudia Sainte–Luce
Claudia Sainte–Luce (Tlalixcoyan, Veracruz; México, 28 de diciembre de 1982) es una directora de cine y guionista mexicana. Es reconocida por su largometraje de 2013, Los insólitos peces gato, con el cual ganó el Premio del Jurado Joven a Mejor Película en el Festival Internacional de Cine de Locarno y el Premio FIPRESCI de la Crítica Internacional del Festival Internacional de Cine de Toronto, entre otros.

## Biografía
Estudió Artes Audiovisuales en la Universidad de Guadalajara, de donde desertó en 2004, sin embargo, continuó estudiando dramaturgia y actuación; participó en la obra teatral Las musas huérfanas de Michel Marc Bouchard.

## Trayectoria profesional
Entre 2005 y 2008 dirigió los cortometrajes Muerte anunciada (2005) y El milagrito de San Jacinto (2007). Su ópera prima Los insólitos peces gato (2013) tuvo buena recepción y se presentó en diversos festivales y muestras de México y el mundo, ganando diversos premios; también son sus películas La caja vacía (2016), El camino del Sol (2021), El Reino de Dios (2022), ganadora de varios premios Mezcal en el Festival Internacional de Cine de Guadalajara y Amor y Matemáticas (2022), que se estrenó en el Festival Internacional de Cine de Toronto.
Fue asistente de producción de la serie para televisión Capadocia y actuó en el capítulo Cartas de la serie Terminales, también ha escrito el guion del cortometraje Australia en conjunto con Rodrigo Ruiz Patterson y el largometraje Ayúdame a pasar la noche que fue dirigido por José Ramón Chávez.

## Filmografía
| Año  | Título                      | Directora | Productora | Guionista | Notas                      |
| ---- | --------------------------- | --------- | ---------- | --------- | -------------------------- |
| 2007 | El milagrito de San Jacinto | Sí        | No         | Sí        |                            |
| 2013 | Los insólitos peces gato    | Sí        |            | Sí        |                            |
| 2016 | La caja vacía               | Sí        | No         | Sí        |                            |
| 2021 | El camino de Sol            | Sí        | No         | Sí        |                            |
| 2022 | El reino de Dios            | Sí        | No         | Sí        |                            |
| 2022 | Amor y matemáticas          | Sí        | No         | No        | Escrito por Adriana Pelusi |

## Premios y reconocimientos
| Año  | Premio                                          | Categoría                                             | Título                   | Resultado | Ref          |
| ---- | ----------------------------------------------- | ----------------------------------------------------- | ------------------------ | --------- | ------------ |
| 2023 | Festival Internacional de Cine de Guadalajara   | Mejor película mexicana Premio MEZCAL                 | Amor y matemáticas       | Nominada  | [ 11 ]       |
| 2023 | Festival de Cine Hola México                    | México Hoy                                            | Amor y matemáticas       | Nominada  | [ 11 ]       |
| 2023 | Festival de Cine Americana                      | Premio de la audiencia                                | Amor y matemáticas       | Nominada  | [ 11 ]       |
| 2023 | Festival Internacional de Göteborg              | Competencia internacional                             | Amor y matemáticas       | Nominada  | [ 11 ]       |
| 2023 | Festival Internacional de Cine de San Francisco | Competencia de cine latino                            | Amor y matemáticas       | Nominada  | [ 11 ]       |
| 2023 | Festival del Cinema Latino Americano di Trieste | Mejor dirección                                       | El reino de Dios         | Ganadora  | [ 11 ]       |
| 2023 | Festival de Cine Hola México                    | México Hoy                                            | El reino de Dios         | Nominada  | [ 11 ]       |
| 2022 | Festival Internacional de Cine de Guadalajara   | Mejor película mexicana Premio MEZCAL                 | El reino de Dios         | Ganadora  | [ 11 ]       |
| 2022 | Festival Internacional de Cine de Guadalajara   | Mejor dirección Premio MEZCAL                         | El reino de Dios         | Ganadora  | [ 11 ]       |
| 2022 | Festival Internacional de Cine de Guadalajara   | Mejor película Premio jurado joven Premio MEZCAL      | El reino de Dios         | Ganadora  | [ 11 ]       |
| 2022 | Festival Internacional de Cine de Gijón         | Mejor Dirección Premio Asociación ACCIÓN!             | El reino de Dios         | Ganadora  | [ 11 ]       |
| 2022 | Festival Internacional de Cine de Gijón         | Mejor largometraje dirigido por una mujer Premio CIMA | El reino de Dios         | Ganadora  | [ 11 ]       |
| 2022 | Festival Internacional de Cine de Berlín        | Mejor película Generación Kplus                       | El reino de Dios         | Nominada  | [ 11 ]       |
| 2017 | Ariel                                           | Mejor actriz                                          | La caja vacía            | Nominada  | [ 12 ]       |
| 2017 | Festival de Cine de Miami                       | Mejor película                                        | La caja vacía            | Nominada  | [ 11 ]       |
| 2016 | Festival Internacional de Cine de Hermosillo    | Mejor película mexicana                               | La caja vacía            | Nominada  | [ 11 ]       |
| 2014 | Festival Internacional de Cine de San Francisco | Premio Nuevos Directores                              | Los insólitos peces gato | Ganadora  | [ 11 ]       |
| 2014 | Ariel                                           | Mejor Guion Cinematográfico Original                  | Los insólitos peces gato | Nominada  | [ 13 ]       |
| 2014 | Ariel                                           | Mejor Dirección                                       | Los insólitos peces gato | Nominada  | [ 13 ]       |
| 2014 | Ariel                                           | Mejor ópera prima                                     | Los insólitos peces gato | Nominada  | [ 13 ]       |
| 2014 | Festival Internacional de Cine de Santa Bárbara | Premio Nueva Visión                                   | Los insólitos peces gato | Nominada  | [ 11 ]       |
| 2014 | Diosas de plata                                 | Mejor dirección                                       | Los insólitos peces gato | Nominada  | [ 11 ]       |
| 2014 | Diosas de plata                                 | Ópera prima                                           | Los insólitos peces gato | Nominada  | [ 11 ]       |
| 2014 | Diosas de plata                                 | Mejor guion                                           | Los insólitos peces gato | Nominada  | [ 11 ]       |
| 2013 | Festival de Cine de La Habana                   | Ópera prima                                           | Los insólitos peces gato | Ganadora  | [ 11 ]       |
| 2013 | Festival Internacional de Cine de Mar del Plata | Mejor película latinoamericana                        | Los insólitos peces gato | Ganadora  | [ 11 ]       |
| 2013 | Festival Internacional de Cine de Gijón         | Premio del Jurado                                     | Los insólitos peces gato | Ganadora  | [ 11 ]       |
| 2013 | Festival Internacional de Cine de Toronto       | Premio FIPRESCI de la Crítica Internacional           | Los insólitos peces gato | Ganadora  | [ 6 ] [ 14 ] |
| 2013 | Festival Internacional de Cine de Locarno       | Premio del Jurado Joven a Mejor Película              | Los insólitos peces gato | Ganadora  | [ 1 ]        |
| 2013 | Baja Film Festival                              | México Primero                                        | Los insólitos peces gato | Ganadora  | [ 2 ]        |
| 2013 | Festival de Cine de Jerusalén                   | Ópera prima internacional                             | Los insólitos peces gato | Nominada  | [ 11 ]       |
| 2013 | Festival de Cine Tallinn Black Nights           | Mejor película independiente norteamericana           | Los insólitos peces gato | Nominada  | [ 11 ]       |
| 2012 | Ventana Sur 2012                                | Primer Corte                                          | Los insólitos peces gato | Ganadora  | [ 6 ]        |